# Црква преноса моштију Светог Николаја у Касидолу
Црква преноса моштију Светог Николаја у Касидолу, насељеном месту на територији града Пожаревца, припада Епархији браничевској Српске православне цркве. 